# Substratkettenphosphorylierung
Bei der Substratkettenphosphorylierung, auch Substratstufenphosphorylierung oder Substratphosphorylierung genannt, wird das bei allen Organismen als unentbehrlicher Energieüberträger des Zellstoffwechsels fungierende Adenosintriphosphat (ATP) oder Guanosintriphosphat (GTP) gewonnen, und zwar außerhalb der Elektronentransportphosphorylierung. Dies geschieht beim oxidativen Abbau von organischen Verbindungen lebender Zellen, in dessen Folge der Phosphatrest phosphorylierter Zwischenprodukte auf Adenosindiphosphat (ADP) oder Guanosindiphosphat (GDP) übertragen wird. Die Übertragung wird enzymatisch katalysiert.
Bei diesem Vorgang muss das phosphorylierte Zwischenprodukt ein höheres Gruppenübertragungspotential besitzen als ATP.

## Vorgang

Sehr allgemeine Darstellung der Substratkettenphosphorylierung, bei der ATP gebildet wird.

Bei der Substratkettenphosphorylierung überträgt ein phosphoryliertes Zwischenprodukt seine Phosphorylgruppe (anorganisches Phosphat) auf ADP. Da das Gruppenübertragungspotential von ATP geringer ist als das des Zwischenproduktes, findet die Reaktion in eine Richtung statt.
Bei der Substratkettenphosphorylierung ist häufig ein Oxidationsschritt vorgeschaltet. Wenn eine Aldehydgruppe zur Carbonsäure oxidiert wird, wird die bei diesem Vorgang freiwerdende Energie genutzt, indem eine freie Phosphatgruppe mit der Carbonsäure verbunden wird. Es entsteht ein Phosphoranhydrid, eine Verbindung mit hohem Gruppenübertragungspotential. Alternativ kann auch ein Molekül mit einer Ketogruppe, z. B. Pyruvat, oxidativ decarboxyliert werden. Hierbei wird die Oxidationsenergie konserviert, indem eine Thioesterbindung mit Coenzym A gebildet wird. Nach Umesterung mit einer Phosphatgruppe entsteht wiederum eine phosphorylierte Verbindung mit ausreichend hohem Gruppenübertragungspotential für eine Substratkettenphosphorylierung.

## Bedeutung
Die Substratkettenphosphorylierung dient zur schnellen Gewinnung von ATP unabhängig davon, ob externe Elektronenakzeptoren für Atmungsvorgänge zur Verfügung stehen. Beim Menschen ist dies beispielsweise der Fall in spezialisierten Zellen wie den Erythrozyten, die eine aerobe Atmung nicht betreiben können und ihre Energie ausschließlich aus Substratkettenphosphorylierung in der Glykolyse beziehen. Auch die Muskulatur kann bei einer Unterversorgung von Sauerstoff ihre Energie ausschließlich auf diesem Wege gewinnen. Dennoch wird in der Regel mehr ATP in der aeroben bzw. anaeroben Atmung gewonnen. Pflanzen können im Rahmen der Photosynthese ATP herstellen.
Ohne Substratkettenphosphorylierung würde ein Teil der freiwerdenden Energie bei der Umsetzung bzw. Oxidation energiereicher Verbindungen einfach in Wärme verpuffen und damit verloren gehen.

## Vorkommen
Folgende Reaktionen zählen zur Substratkettenphosphorylierung:
- in der Amortisierungsphase der Glycolyse:

{\displaystyle \mathrm {{\text{1,3-Bisphosphoglycerat}}+ADP\longrightarrow {\text{3-Phosphoglycerat}}+ATP} }
(beteiligtes Enzym: Phosphoglyceratkinase)
{\displaystyle \mathrm {Phosphoenolpyruvat+ADP\longrightarrow Pyruvat+ATP} }
(beteiligtes Enzym: Pyruvatkinase)
- im Citratzyklus:

{\displaystyle \mathrm {{\text{Succinylphosphat}}+GDP\longrightarrow Succinat+GTP} }
(beteiligtes Enzym: Succinyl-CoA-Synthetase)
In manchen Organismen (z. B. Pflanzen) kann an dieser Stelle auch ATP erzeugt werden.
- im Verlauf von Gärungen, beispielsweise

in der Propionsäuregärung und heterofermentativen Milchsäuregärung:
{\displaystyle \mathrm {Acetylphosphat+ADP\longrightarrow Acetat+ATP} }
(beteiligtes Enzym: Acetatkinase)
in der Buttersäuregärung:
{\displaystyle \mathrm {Butyrylphosphat+ADP\longrightarrow Butyrat+ATP} }
(beteiligtes Enzym: Butyratkinase)